# نبرد تسالونیکا (۳۸۰)
نبرد تسالونیکا در تابستان یا پاییز ۳۸۰ میلادی میان گوت‌ها به فرماندهی فریتیگرن و امپراتوری روم شرقی به رهبری تئودوسیوس اول رخ داد که به شکست روم شرقی انجامید.